# Hassan Rahimi

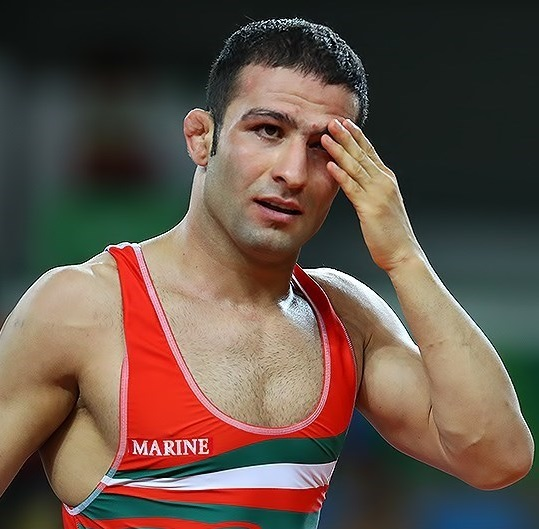
Hassan Rahimi

Hassan Rahimi Farman (* 15. Juni 1989 in Teheran) ist ein iranischer Ringer. Er wurde 2013 Weltmeister im freien Stil im Bantamgewicht.

## Werdegang
Hassan Rahimi begann als Jugendlicher im Jahre 2003 in seiner Heimatstadt Teheran mit dem Ringen. Er gehört dem Bakhman Wrestling Clug Teheran an. Sei Trainer ist seit 2003 Rasoul Deghan. Er ist Sportstudent und widmet sich nur dem freien Stil. Bei einer Größe von 1,60 Metern ringt er in der leichtesten Gewichtsklasse bei den Herren, dem Bantamgewicht, das bis 55 kg Körpergewicht reicht.
2007 startete er als Junior erstmals bei einer internationalen Meisterschaft, der Junioren-Weltmeisterschaft in Peking. In der Gewichtsklasse bis 50 kg kam er dabei auf den 5. Platz. Wesentlich besser schnitt er im Jahre 2008 bei internationalen Meisterschaften ab. Im Juli 2008 wurde er in Doha asiatischer Juniorenmeister im Bantamgewicht und noch im selben Monat belegte er bei der Junioren-Weltmeisterschaft in Istanbul den 2. Platz. Er verlor dabei im Finale gegen den Russen Nariman Israpilow (0:2 Runden, 1:7 Punkte), gegen den er sich in den folgenden Jahren noch so manches spannende Duell liefern sollte.
2009 gab er sein Debüt bei den Senioren. Er kam dabei bei den Asienmeisterschaften in Pattaya hinter Kim Hyo-sub, Südkorea und Yang Kyong-Il, Nordkorea auf den 3. Platz. Im August 2009 wurde er in Ankara mit fünf Siegen Junioren-Weltmeister und wurde daraufhin vom iranischen Ringerverband auch schon bei der Weltmeisterschaft der Senioren in Herning/Dänemark eingesetzt. Dort konnte er allerdings die Erwartungen noch nicht ganz erfüllen, denn er verlor nach Siegen über Ramil Rejepow, Turkmenistan und Altinbek Alimbajew, Kirgisistan gegen Rizwan Gadschijew aus Belarus und belegte nur den 10. Platz.
Enttäuschende Resultate brachte auch das Jahr 2010 für Hassan Rahimi. Er kam bei der Asienmeisterschaft in New Delhi nur auf den 7. Platz. Im August 2010 wurde er in Lahti/Finnland zwar Militär-Weltmeister vor dem Südkoreaner Lee Woo-joo, aber bei der Weltmeisterschaft der Senioren im September 2010 in Moskau musste er sich wieder mit dem 10. Platz begnügen. Er siegte dort über Adrian Hajduk, Polen und Bessarion Gotschaschwili, Georgien, unterlag aber dem Kubaner Frank Chamizo Marquez, was sein frühzeitiges Ausscheiden bedeutete. Im November 2010 wurde er auch noch bei den Asienspielen eingesetzt. Er erreichte aber auch dort mit dem 5. Platz nicht die Medaillenränge.
Bei der Weltmeisterschaft 2011 in Istanbul gewann er dann erstmals eine Medaille bei einer Weltmeisterschaft der Senioren. Diese musste er sich aber schwer erkämpfen. Er gewann zunächst über Andrei Dukov, Rumänien und Yang Kyong-Il, unterlag aber dann dem routinierten Ex-Weltmeister Radoslaw Welikow aus Bulgarien. Da dieser das Finale erreichte, konnte er in der Trostrunde weiterringen und besiegte dort Wladislaw Andrejew, Belarus, Wladimer Chintschegaschwili, Georgien und Nicholas Simmons aus den Vereinigten Staaten. Durch diese Siege sicherte er sich eine Bronzemedaille. Damit erkämpfte er sich auch die Startberechtigung für die Olympischen Spiele 2012 in London.
Im Februar 2012 wurde Hassan Rahimi in Gumi/Südkorea Asienmeister vor Yasuhiro Inaba, Japan und Amit Kumar aus Indien. Bei den Olympischen Spielen in London musste er dann wieder eine Enttäuschung hinnehmen. Er kam dort in seinem ersten Kampf zwar zu einem Sieg über Bajaraagiin Naranbaatar, Mongolei, verlor dann aber überraschend gegen Amit Kumar knapp (1:2 Runden, 2:2 Punkte) nach Punkten und musste ausscheiden, weil Amit Kumar das Finale nicht erreichte. Es blieb für ihn so nur der 8. Platz.
Im Februar 2013 besiegte er in Teheran im Rahmen des Mannschafts-Weltcups Nariman Israpilow klar nach Punkten. Der iranische Ringerverband hielt ihm weiterhin die Treue. Diese Treue belohnte er mit seinem Sieg bei der Weltmeisterschaft 2013 in Budapest, wo er sich mit Siegen über Rasoul Kalijew, Kasachstan, Kim Sung-wong, Südkorea, Alinbek Alimbajew, Nariman Israpilow und Amit Kumar den Weltmeistertitel holte.
Im März 2014 wurde Hassan Rahimi im Rahmen des Mannschafts-Welt-Cups in Los Angeles, der vom Iran gewonnen wurde, dreimal in der neuen Gewichtsklasse bis 57 kg eingesetzt. Er siegte dabei über Angel Escobedo aus den Vereinigten Staaten und über Waruschan Kajojan, Armenien, jeweils nach Punkten, musste aber im Finale eine Punktniederlage gegen Wiktor Lebedew aus Russland hinnehmen.

## Internationale Erfolge
| Jahr | Platz | Wettbewerb                               | Gewichtsklasse | Ergebnisse |
| 2007 | 5.    | Junioren-WM in Peking                    | bis 50 kg      | nach Siegen über Jaideep, Indien, David Taylor, USA und Ablicham Rispajew, Kasachstan und Niederlagen gegen Daschpuntsagiin Tulga, Mongolei und Ahmet Peker, Türkei                                     |
| 2008 | 1.    | Asiatische Juniorenmeisterschaft in Doha | Bantam         | vor Balraj Singh, Indien, Damdinbadsaryn Tsogtbaatar, Mongolei und Feruz Nusratow, Usbekistan |
| 2008 | 2.    | Junioren-WM in Istanbul                  | Bantam         | nach Siegen über Hakan Er, Türkei, Zachary Sanders, UsA, Mikola Aiwasjan, Ukraine und Stojan Zonew, Bulgarien und einer Niederlage gegen Nariman Israpilow, Russland                                    |
| 2009 | 9.    | Welt-Cup in Teheran                      | Bantam         | Sieger: Juri Ledenew, Russland vor Abbas Daghi Souraki, Iran und Dschamal Otarsultanow, Russland |
| 2009 | 1.    | Takhti-Cup in Esfahan                    | Bantam         | vor Babak Nourzad, Hosein Moustafa Zadeh und Farzan Monajem-Bahrami, alle Iran |
| 2009 | 3.    | Asienmeisterschaft in Pattaya            | Bantam         | hinter Kim Hyo-sub, Südkorea und Yang Kyong-Il, Nordkorea |
| 2009 | 1.    | Junioren-WM in Ankara                    | Bantam         | nach Siegen über Maruf Nurillajew, Usbekistan, Wladimer Chintschegaschwili, Georgien, Michail Iwanow, Russland und Rahul Balasahib Aware, Indien                                                        |
| 2009 | 10.   | WM in Herning/Dänemark                   | Bantam         | nach Siegen über Ramil Rejepow, Turkmenistan und Rahul Balasahib Aware, Indien und einer Niederlage gegen Rizwan Gadschijew, Belarus                                                                    |
| 2010 | 2.    | Welt-Cup in Moskau                       | Bantam         | hinter Wladislaw Andrejew, Belarus, vor Oibek Kamolow, Usbekistan und Sezer Akgül, Türkei |
| 2010 | 7.    | Asienmeisterschaft in New Delhi          | Bantam         | Sieger: Shinichi Yumoto, Japan vor Aasibulla Kurbanow, Usbekistan |
| 2010 | 1.    | Militär-WM in Lahti/Finnland             | Bantam         | vor Lee Woo-joo, Südkorea und Dauren Tobukow, Kasachstan |
| 2010 | 10.   | WM in Moskau                             | Bantam         | nach Siegen über Adrian Hajduk, Polen und Bessarion Gotschaschwili, Georgien und einer Niederlage gegen Frank Chamizo Marquez, Kuba                                                                     |
| 2010 | 5.    | Asienspiele                              | Bantam         | Sieger: Dilschod Mansurow, Usbekistan vor Yang Kyung-Il |
| 2011 | 1.    | Takhti-Cup in Kish Island                | Bantam         | vor Jin Jong-Hak, Nordkorea und Yaser Heydar Gholinejad, Iran |
| 2011 | 10.   | Welt-Cup in Machatschkala                | Bantam         | Sieger: Frank Chamizo Marquez vor Gabit Tolephay, Ungarn und Nurlan Makenalijew, Kirgisistan |
| 2011 | 3.    | WM in Istanbul                           | Bantam         | nach Siegen über Andrei Dukov, Rumänien und Yang Kyung-Il, einer Niederlage gegen Radoslaw Welikow, Bulgarien und Siegen über Wladislaw Andrejew, Wladimet Chintschegaschwili und Nicholas Simmons, USA |
| 2012 | 1.    | Asienmeisterschaft in Gumi/Südkorea      | Bantam         | vor Yasuhiro Inaba, Japan und Amit Kumar, Indien |
| 2012 | 5.    | Welt-Cup in Baku                         | Bantam         | Sieger: Machmud Magomedow, Aserbaidschan vor Yasuhiro Inaba |
| 2012 | 1.    | Großer Preis von Spanien in Madrid       | Bantam         | vor Asamat Schagapuli, Kasachstan und Vedat Bulduk, Türkei |
| 2012 | 8.    | OS in London                             | Bantam         | nach einem Sieg über Bajaraagiin Naranbaatar, Mongolei und einer Niederlage gegen Amit Kumar |
| 2013 | 2.    | Welt-Cup in Teheran                      | Bantam         | hinter Sezen Akgül, vor Fumitaka Morishita, Japan und Wladislaw Andrejew |
| 2013 | 1.    | WM in Budapest                           | Bantam         | nach Siegen über Rassul Kalijew, Kasachstan, Kim Sung-wong, Südkorea, Altinbek Alimbajew, Nariman Israpilow und Amit Kumar                                                                              |

Erläuterungen
- alle Wettkämpfe im freien Stil
- OS = Olympische Spiele, WM = Weltmeisterschaft
- Bantamgewicht, Gewichtsklasse bis 55 kg Körpergewicht (bis 31. Dezember 2013); seit 1. Januar 2014 gilt eine neue Gewichtsklasseneinteilung durch den Ringer-Weltverband FILA